# 卡伊奥洛
卡伊奥洛（義大利語：Caiolo），是意大利松德里奥省的一个市镇。总面积33平方公里，人口1026人，人口密度31.1人/平方公里（2009年）。国家统计（ISTAT）代码为014011。